# Adelbert Hotzen

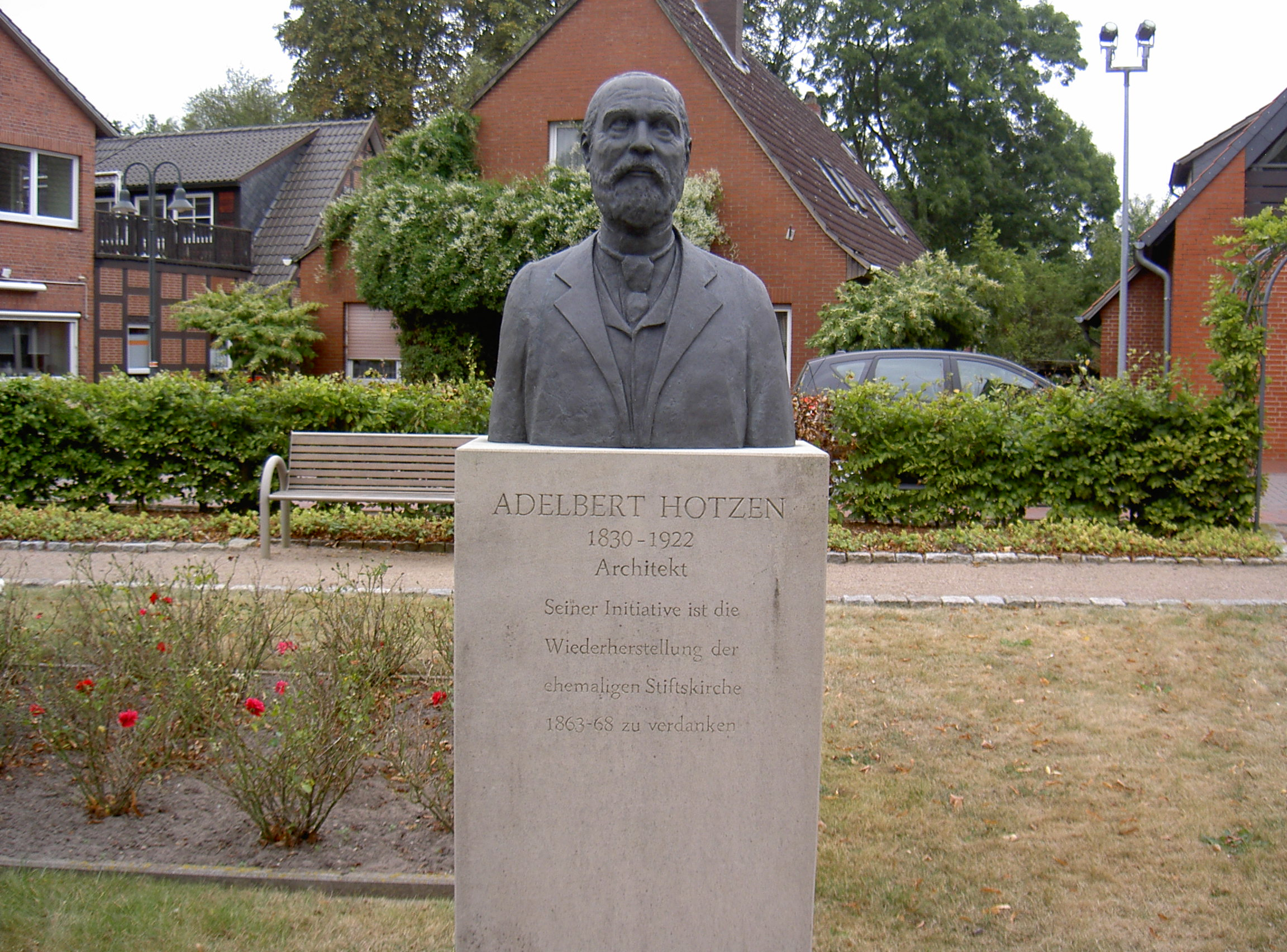
Porträtbüste von Adelbert Hotzen vor der Stiftskirche St. Materniani et St. Nicolai in Bücken

Adelbert Theodor Hotzen (* 17. Oktober 1830 in Grohnde; † 13. März 1922 in Hildesheim) war ein deutscher Architekt und preußischer Baubeamter. Er galt als überzeugter Vertreter des von Conrad Wilhelm Hase geprägten Stils der Neugotik.

## Werdegang
Hotzen absolvierte von 1848 bis 1851 zunächst eine Militärausbildung in Hannover und Stade. Zuletzt stand er im Rang eines Leutnants.
1852 nahm Hotzen Privatunterricht in Hannover und besuchte 1852–1853 einen Mathematikkurs an der Polytechnischen Schule München. Darauf aufbauend studierte er von 1853 bis 1857 Architektur an der Polytechnischen Schule Hannover.
1857–1858 war er als Mitarbeiter von Conrad Wilhelm Hase tätig, unter anderem beim Bau von Schloss Marienburg.
Von 1859 bis 1868 arbeitete Hotzen als selbständiger Architekt in Hannover. In dieser Zeit wurde er Mitglied im Architekten- und Ingenieur-Verein zu Hannover und war gemeinsam mit Conrad Wilhelm Hase, Ludwig Bähr, Wilhelm Hauers, Franz Ewerbeck, Wilhelm Lüer und Franz Andreas Meyer Mitbegründer der „Niedersächsischen Bauhütte“. Später wurde Hotzen Ehrenmitglied der Bauhütte zum Weißen Blatt.
Ab 1866 unterbrach Adelbert Hotzen seine selbständige Tätigkeit in Hannover und arbeitete bis 1895 als Baubeamter in den Orten Göttingen, Linden, Hannover, Schleswig und Harburg und Goslar. (Ausgrabungen auf dem Petersberg)
Im Ruhestand lebte Adelbert Hotzen in Celle und Hildesheim.
Adelbert Hotzen war der Vater des Architekten Otto Hotzen (* 20. Mai 1871 in Goslar; † 1914, gefallen im Ersten Weltkrieg).

## Bauten (unvollständig)
- 1860–1862: eigenes Haus (genannt „Hotzenburg“) in Hannover, Haarstraße[1]
- 1862–1869: Neubau von Schloss Hastenbeck,[1] 1863 bis 1864 unter Mitwirkung seines Freundes Hermann Narten[4] sowie im Zeitraum zwischen 1863 und 1866 mit Adolf Narten[5]
- 1863–1868: Restaurierung der Stiftskirche in Bücken;[1] zeitweilig unter der Bauleitung von Werner Schuch[6] sowie im Zeitraum zwischen 1863 und 1866 mit Adolf Narten[5]
- 1865: Schule in Hoya
- 1868–1871: Restaurierung der Kaiserpfalz Goslar,[1] in den Jahren 1869 bis 1870 mit Theodor Unger als Architekt[7]
- 1873–1874: Evangelisches Vereinshaus in Hannover, Prinzenstraße[1]
- 1873–1875: Krankenhaus Bethesda in (Hannover-)Kirchrode[1]
- 1887–1893: Restaurierung des Schleswiger Doms[1], unterstützt durch den Jungarchitekten und späteren Bremer Dombaumeister Ernst Ehrhardt
- 1902: Kapelle des Frauenheims in Hildesheim-Himmelsthür